# Breeja Larson
Breeja Larson née le 16 avril 1992 à Mesa (Arizona) est une nageuse américaine.

## Carrière
En 2012, elle remporte le 100 m brasse des sélections américaines pour les Jeux olympiques de Londres devant Rebecca Soni en 1 min 05 s 92. Elle est médaillée d'or aux Jeux olympiques d'été de 2012 avec le relais 4 x 100 m quatre nages en ayant participé aux series et prend ensuite la sixième place de la finale du 100 m brasse.

## Palmarès

### Jeux olympiques
- Jeux olympiques de 2012 à Londres ( Royaume-Uni) :
  -  Médaille d'or au titre du relais 4 × 100 m quatre nages[2].
  - Sixième du 100 m brasse.

### Championnats du monde

#### Grand bassin
- Championnats du monde 2013 à Barcelone ( Espagne) :
  -  Médaille d'or du relais 4 × 100 m quatre nages[2].